# Mount Moriah (Canada)
Mount Moriah is een gemeente (town) in de Canadese provincie Newfoundland en Labrador. De gemeente ligt aan de Bay of Islands, aan de westkust van het eiland Newfoundland.

## Geschiedenis
In 1971 werd het dorp een gemeente met het statuut van local improvement district (LID). In 1980 werden LID's op basis van The Municipalities Act als bestuursvorm afgeschaft, waarop de gemeente automatisch een town werd.

## Geografie
Mount Moriah ligt aan de zuidelijke oever van Humber Arm, de grootste en meest zuidelijke arm van de Bay of Islands. De plaats grenst in het oosten aan Corner Brook, de enige stad aan de westkust van Newfoundland. Mount Moriah grenst voorts in het westen aan de gemeente Humber Arm South en in het zuiden aan gemeentevrij gebied.
De gemeente wordt doorkruist door Route 450, die van Corner Brook naar Lark Harbour gaat.

## Demografie
Mount Moriah maakt deel uit van de Agglomeratie Corner Brook. Na een sterke groei in de periode 1956–1961 kende de plaats decennialang een relatief stabiele demografische situatie met zowel periodes van beperkte groei als beperkte achteruitgang. De bevolkingsomvang schommelde steeds rond de 650 à 750 inwoners.
| Demografische ontwikkeling van Mount Moriah tussen 1956 en 2021            |
| -------------------------------------------------------------------------- |
|                                                                            |
| Bron: Statistics Canada (1956–1986, 1991–1996, 2001–2006, 2011–2016, 2021) |